# Varovalni pripomočki
Varovalni pripomočki pri plezanju so bistveni za varnost plezalca. Prosto plezanje brez varovalne opreme je nevarno in priporočljivo le za zelo izkušene plezalce. Med varovalno opremo spadajo sistemi, osmica, Gri-Gri, ploščica, reverso, klini, zatiči, metulji ter drugi pripomočki.
Pri samem plezanju je športni plezalci kot tudi alpinisti uporabljajo varovalne pripomočke v intervalih. Sisteme se vpne v svedrovec ali zatič ali metulj, odvisno od opremljenosti plezališča, nato se vpne v sistem vrv. Plezalca od spodaj varuje so-plezalce z osmico, Gri-Gri-jem, ploščico ali kakim drugim varovalom. Teža plezalca naj bi bila od teže so-plezalca večja največ za 1/3.